# Палагружа
Пала́гружа (хорв. Palagruža, итал. Pelagosa) — небольшой удалённый архипелаг в центре Адриатического моря. Принадлежит Хорватии.

## География
Состоит из главного острова Велика Палагружа, меньшего Мала Палагружа и порядка двух десятков близлежащих скал и рифов. Сложен доломитовыми породами и является выступающей горой, имеет скалистые берега, общая площадь архипелага — 40 га. Расположен в 123 км к югу от хорватского Сплита и в 160 км к востоку от итальянской Пескары, виден лишь с других удалённых островов Хорватии и Италии. Является самой южной точкой Хорватии и наименее доступной её частью, которой можно достичь только на лодке за два-три часа с хорватского острова Корчула.
Велика Палагружа (итал. Pelagosa Grande) — остров длиной 1400 метров и шириной 300 метров, площадью 29 гектаров. Высшая точка острова и всего архипелага находится на высоте 92 метра над уровнем моря, где установлен маяк. Высадка на Палагружу затруднена, и плавание в окрестных водах небезопасно. Остров необитаем, за исключением служащих маяка и туристов летом, которые размещаются в двух четырехместных номерах маяка, где также расположены метеостанции. На острове есть небольшой пляж.
Кроме Великой Палагружи, выделяют Малу Палагружу (в 250 метрах к востоку, высота 51 м) и скалы Камик, Пупак, Трамонтана и Галижула (скала в 5,3 км к востоку).

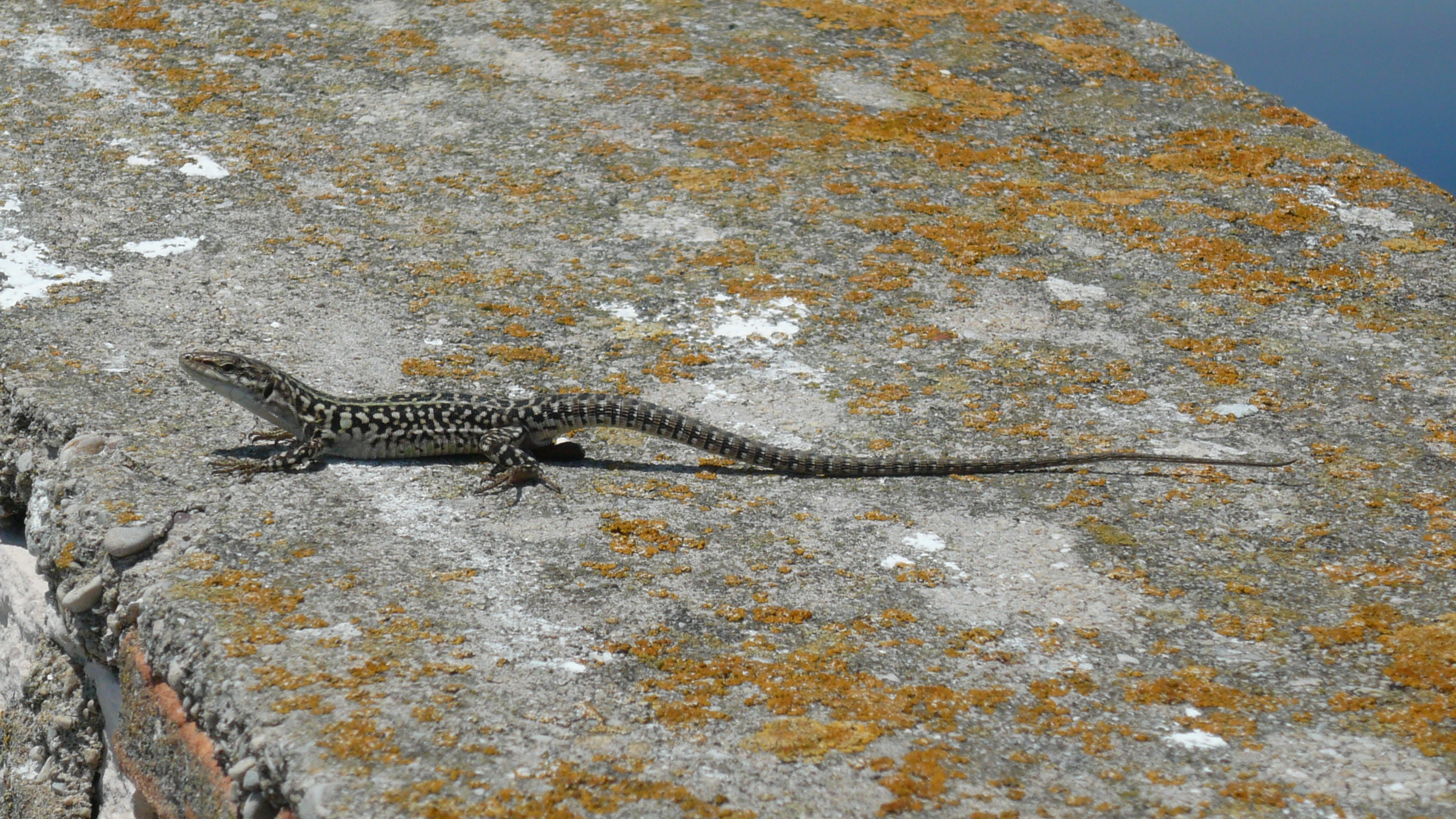
Ящерица на Палагруже

Палагружа находится в центре богатого рыбой района, включая нерестилище сардин. Это традиционное место рыбного промысла коммуны Комижа, на хорватском острове Вис.
Природный заповедник — домом для нескольких эндемичных видов растительности. Самым крупным представителем наземной фауны является чёрная ящерица. Также на острове есть змеи, в том числе ядовитые.
Климат Палагружи отличается от климата остальной Хорватии в силу влияния моря, а от средиземноморского климата — в сторону более субтропического с тёплыми зимами и жарким летом. Растительность напоминает Южный Крит, Гибралтар и некоторые районы Северной Африки. Осадки невелики и за год достигают величины в 270 мм.
Название на итальянском и хорватском происходит от греческого «пелагос» («море»).

## История
Палагружа ближе к Италии, чем к Хорватии, находится в 42 км от Монте-Гаргано[Гугл показывает >50 км] и до 1861 года принадлежала Королевству Обеих Сицилий, а затем Италии. Однако была уступлена в 1873 году Австро-Венгрии по договору Трёх Императоров. Через два года новые власти построили ныне существующий маяк. Между Мировыми войнами архипелаг вновь принадлежал Италии как часть провинции Зара. В 1947 году отошёл Югославии, а после её распада — Хорватии.

## Галерея

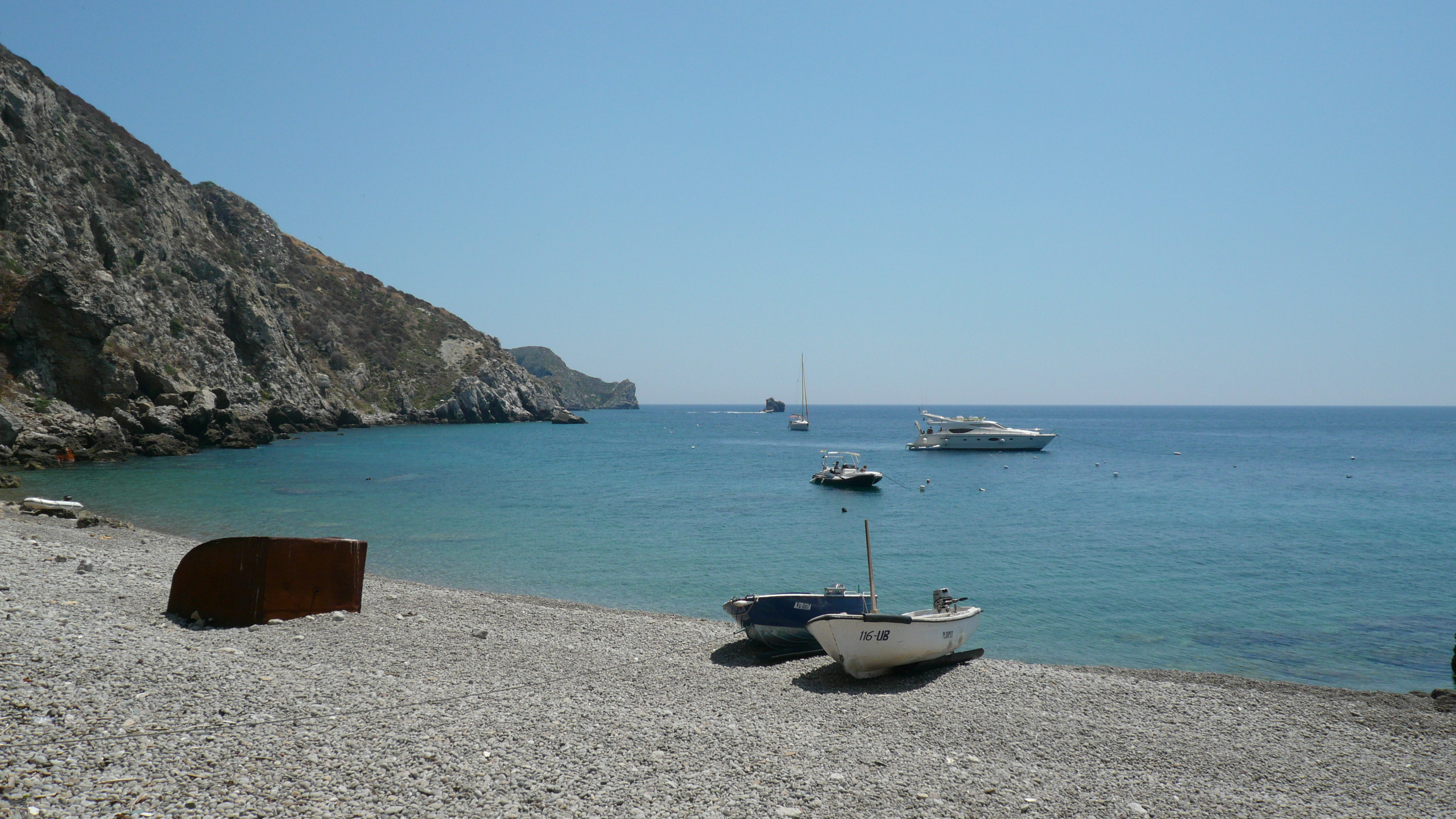
Южный пляж на Палагруже.
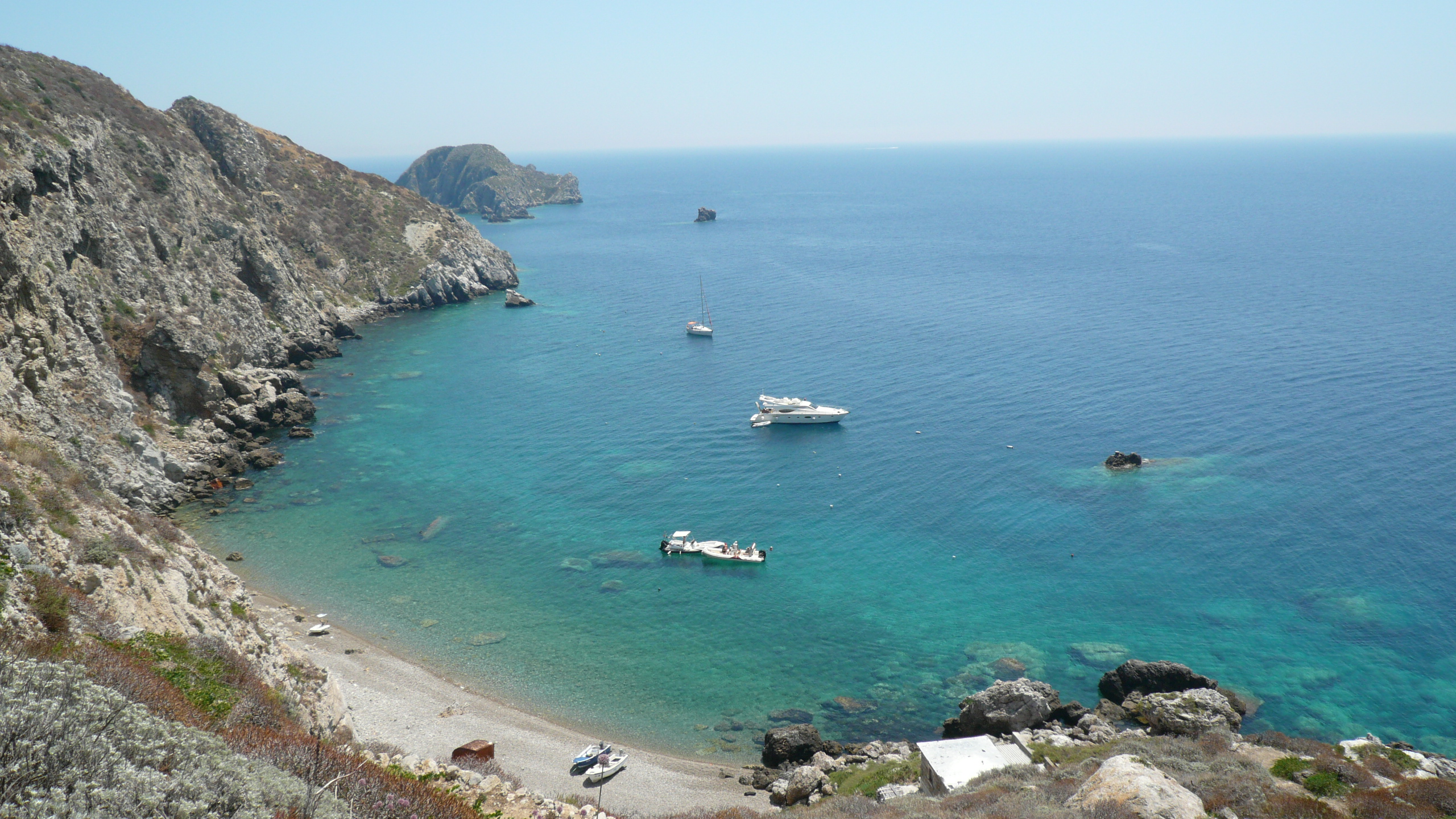
Южный пляж на Палагруже.
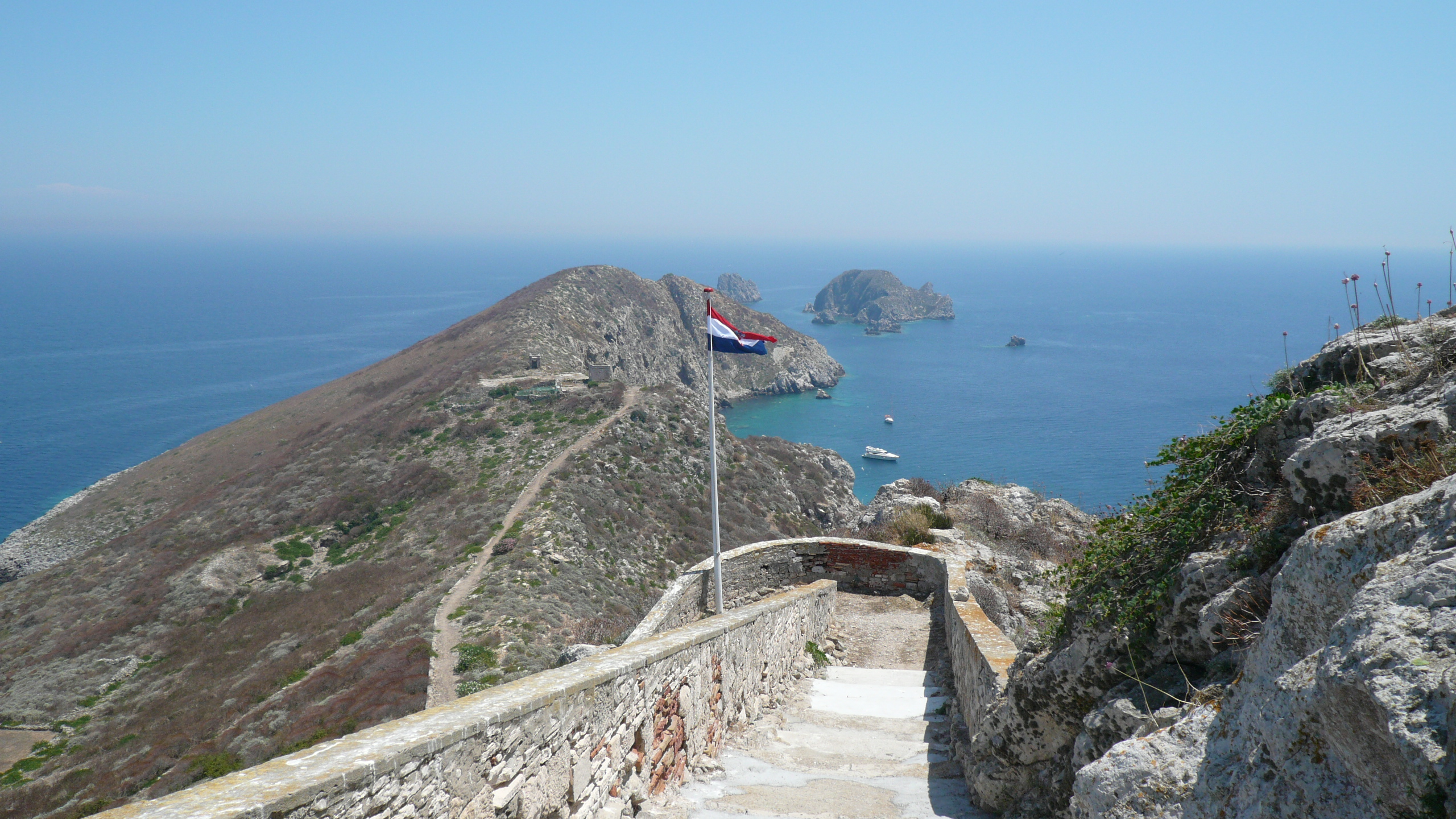
Вид с Палагружи.
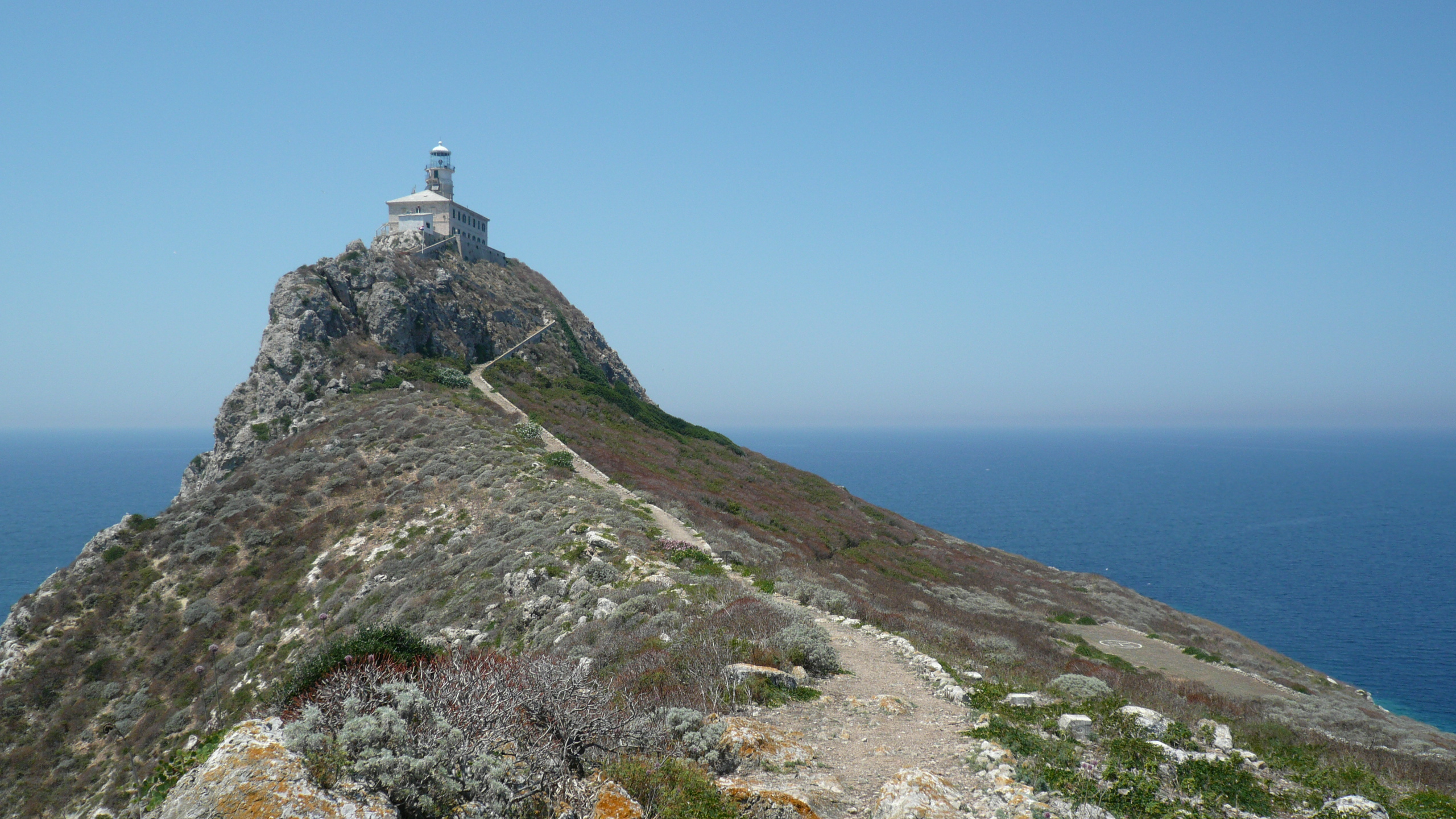
К маяку Палагружи.
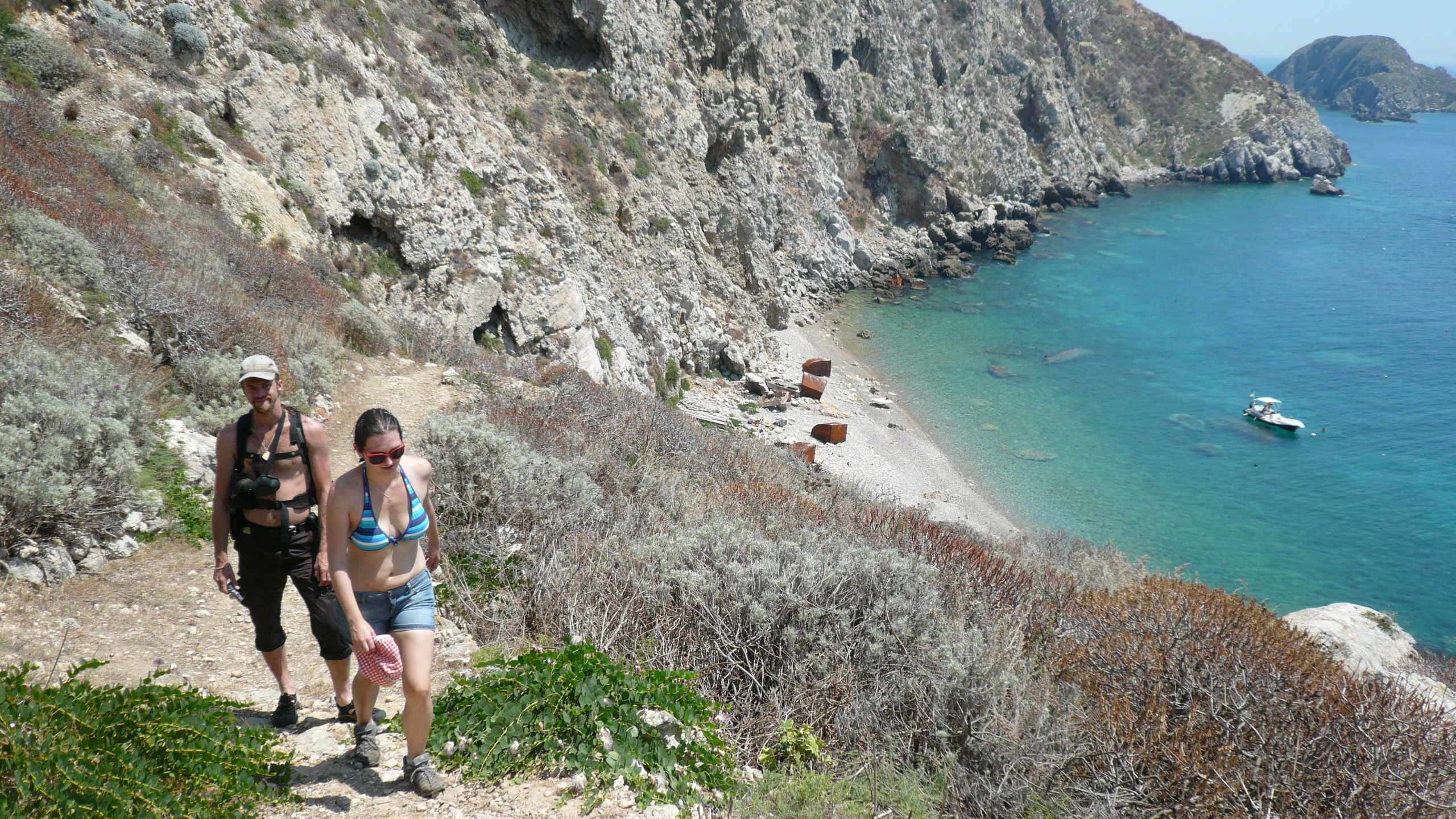
Тропа к южному пляжу на Палагруже.
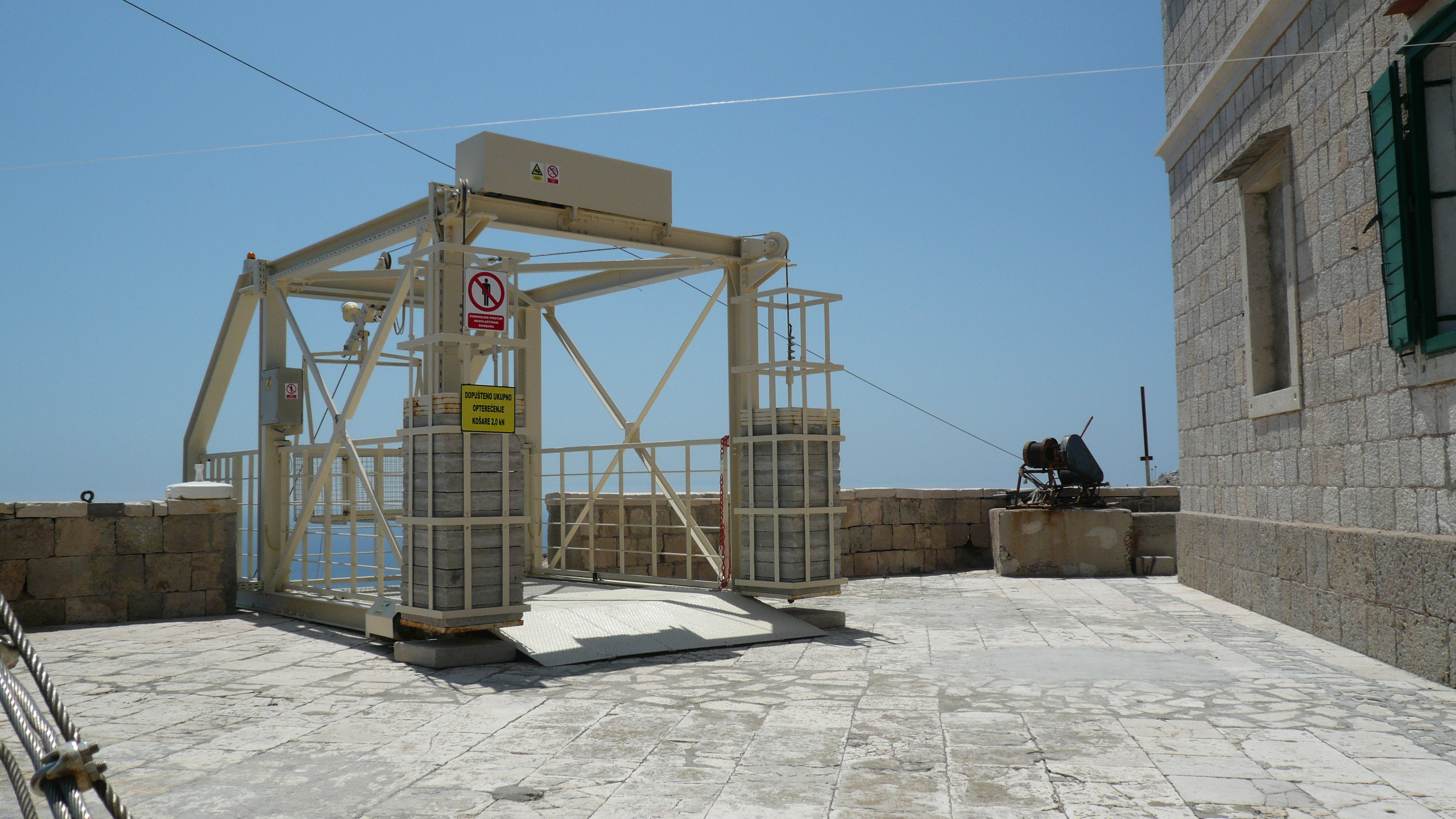
Палагружа, верхняя станция канатной дороги.
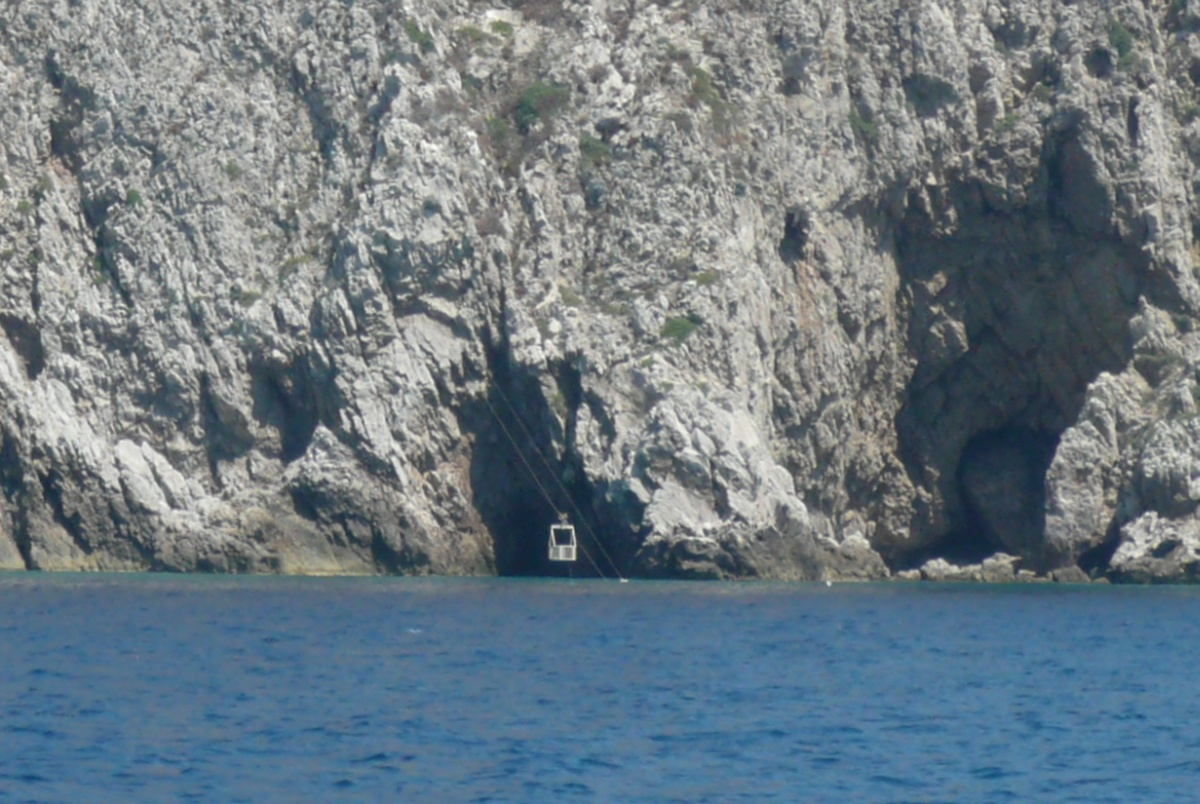
Палагружа, нижняя станция канатной дороги.
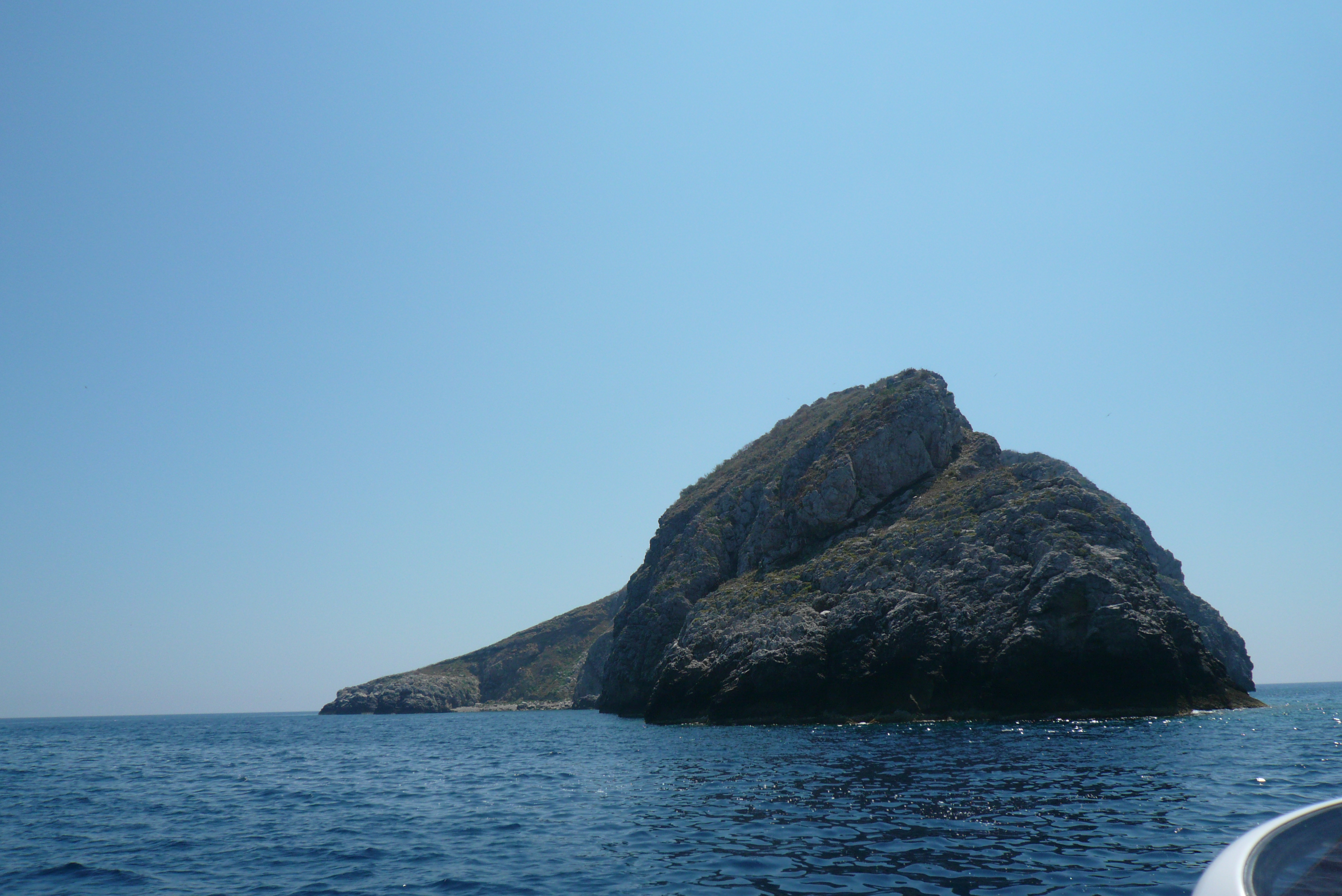
Палагружа.
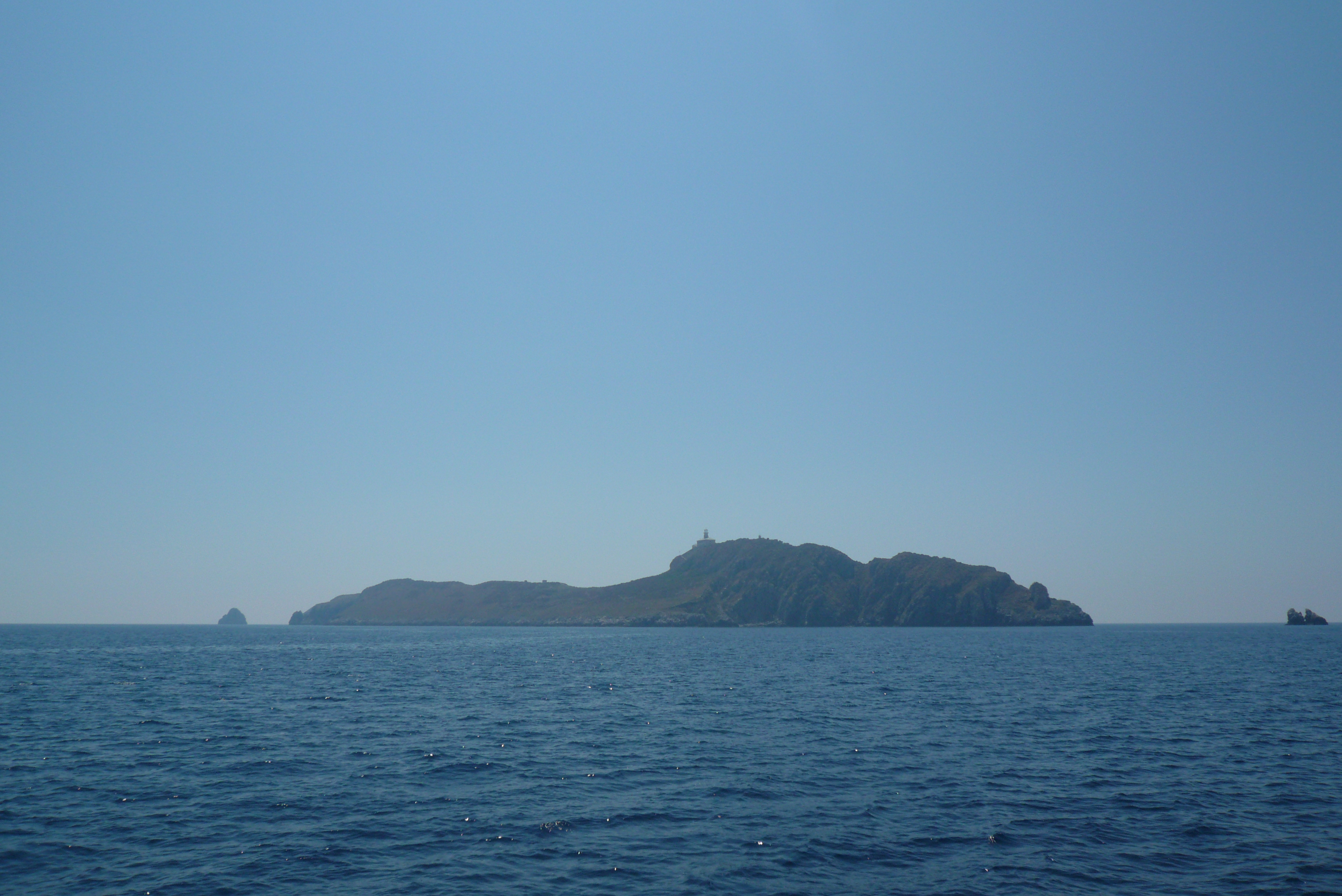
Вид с моря на остров Палагружа.
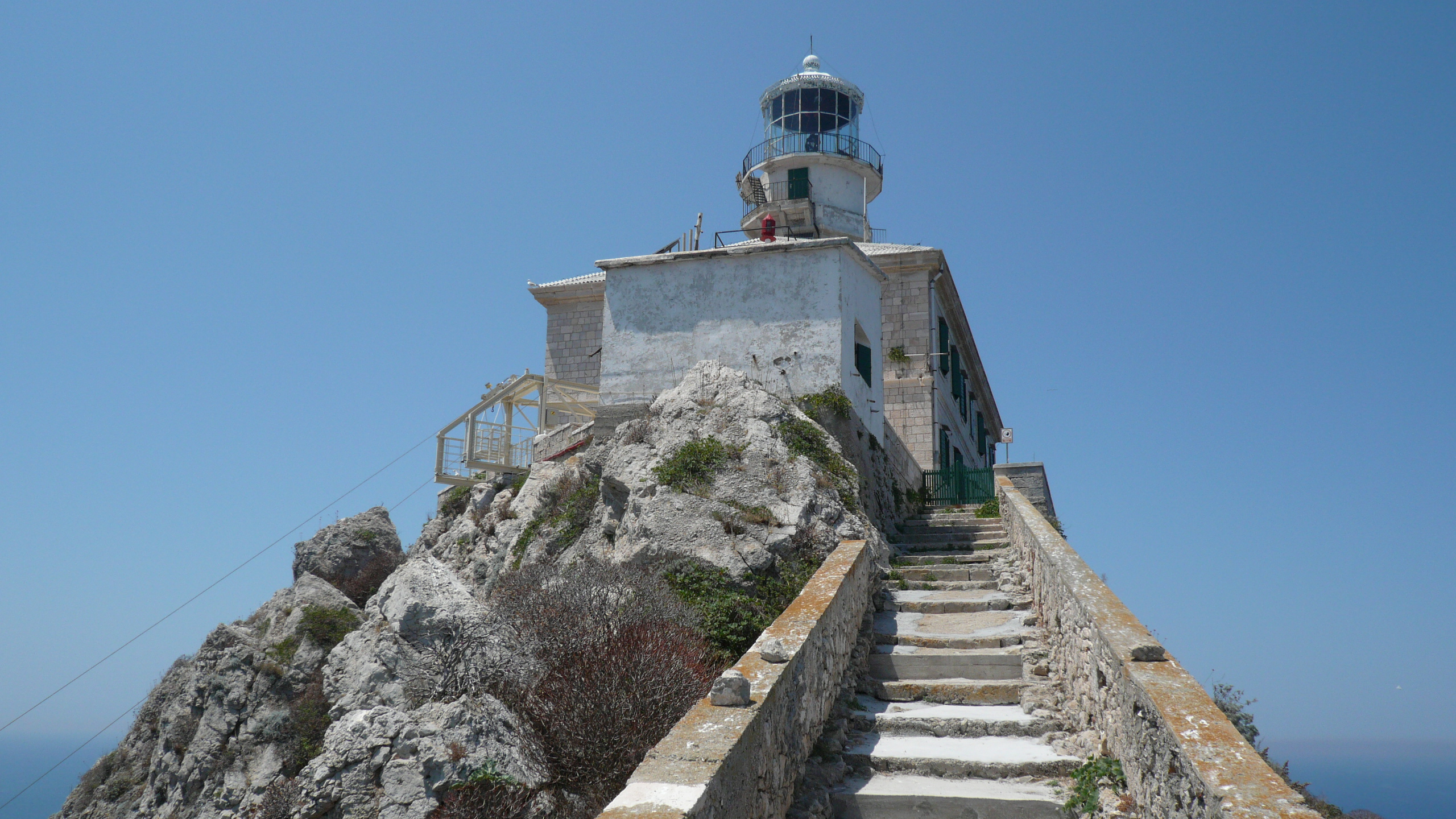
Маяк на вершине Палагружи.